# Смит, Айинде
Айинде Смит (англ. Aayinde Smith; род. Гарленд) — американская волейболистка. Выступает за ЖВК «Гянджа».

## Карьера
Родилась в Гарленде, штат Техас. Училась в колледже Cherry Hill East на специальности «спортивный менеджмент».
Играла за команды высших школ Lakeview Centennial (9 и 10 класс) и Cherry Hill East (11 и 12 класс).
С февраля 2021 года играла за команду Университета Тоусона Towson Tigers. Провела за команду 4 сезона. Вместе с командой занимала 4 года подряд первое место в регулярном сезоне Прибрежной спортивной ассоциации. Общий результат команды в этих сезонах — 85 побед, 14 поражений.
В сезоне 2022 приняла участие во всех 31 матчах в стартовом составе, приняв участие во всех 109 сетах. Совершила 164 результативных атакующих удара (1,5 удара за сет, процент — 0,362), войдя в топ-10 за сезон в лиге. Провела 129 блоков (1,18 блока за сет, 14 место за сезон в лиге и второе в команде). 23 октября 2022 года совершила первый дабл-дабл против «Chicago State» (15 атак, 10 блоков).
В сезоне 2023 приняла участие во всех 30 матчах, сыграв в 105 сетах. Являлась лидером конференции по количеству блоков, совершив 124 блока. В результате заняла второе место в конференции по блокам (1,18 блока за сет). 25 августа 2023 года против «South Carolina» совершила 9 блоков за игру (лучший показатель в сезоне). Являлась четвёртой по количеству результативных атак в команде (162 атаки). 24 сентября 2023 года против «Delaware» совершила 11 результативных атак. Заняла 9 место в конференции по проценту результативных атак (0,322). В десяти матчах набирала 0,500 и более процента атак.
Команда при её участии трижды выступала в чемпионате NCAA по волейболу среди женщин.
Дважды в сезоне 2022 и 2023 попадала во вторую символическую сборную лучших игроков Прибрежной спортивной ассоциации.
За последние два сезона в составе «Towson Tigers» сыграла 61 матч в стартовом составе, приняв участие во всех 214 сетах.
В последнем сезоне в составе «Towson Tigers» стала второй по количеству блоков с результатом в среднем 1,18 блока за сет. По проценту атак заняла 9 место в конференции с результатом 0,322. В течение 10 матчей набирала более 0,500 атак.
С осени 2024 года играла за команду Боллского государственного университета Ball State Cardinals в последний год обучения в высшей школе.
Выигрывала титул игрока года среди девушек Олимпийской конференции Нью-Джерси
Выигрывала награды дивизиона, конференции, Группы IV, штата.
18 ноября 2024 года признана игроком защиты недели Средней Американской конференции.
4 января 2025 года подписала контракт с ЖВК «Гянджа» до конца сезона 2024/25.